# Cinachyrella phacoides
Cinachyrella phacoides är en svampdjursart som först beskrevs av Jörn Hentschel 1911.  Cinachyrella phacoides ingår i släktet Cinachyrella och familjen Tetillidae. Inga underarter finns listade i Catalogue of Life.